# 15083 Tianhuili
15083 Tianhuili eller 1999 CJ34 är en asteroid i huvudbältet som upptäcktes den 10 februari 1999 av LINEAR i Socorro County, New Mexico. Den är uppkallad efter Michael Li.
Asteroiden har en diameter på ungefär 5 kilometer.